# Knautia arvensis
Knautia arvensis é uma espécie do gênero botânico Knautia , da família das Dipsacaceae .

## Ligações externas

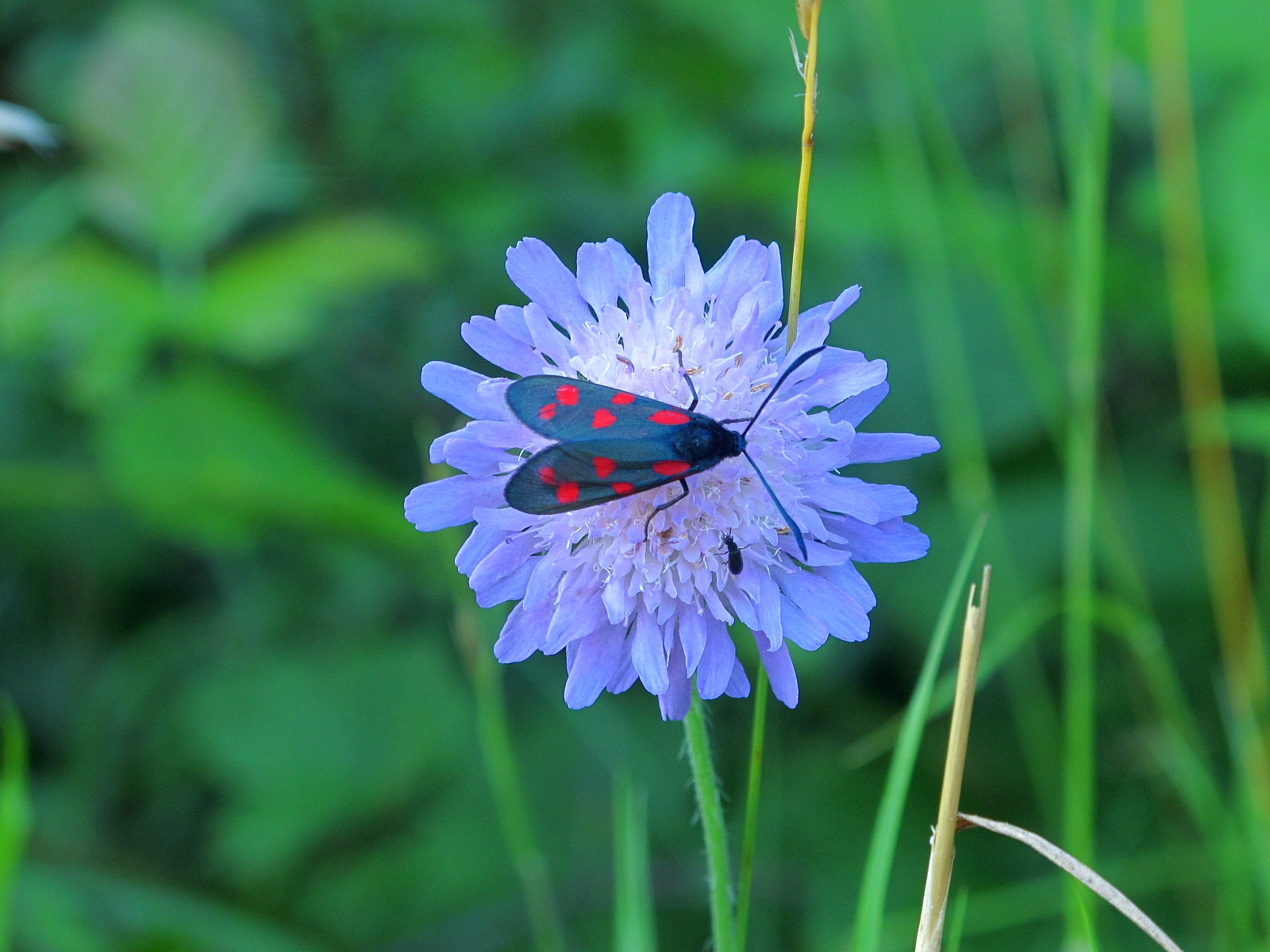
Knautia arvensis